# O Clube (7.ª temporada)
A sétima temporada de O Clube foi exibida na OPTO de 25 de abril a 30 de maio de 2025, tendo a narração da personagem de Carolina Loureiro.
Conta com Margarida Vila-Nova, José Raposo, Carolina Carvalho, Carolina Loureiro, Ana Cristina Oliveira, Ana Marta Ferreira, Beatriz Godinho, Isabela Valadeiro, Íris Runa e Inês Custódio no elenco principal.

## Sinopse
Depois dos acontecimentos explosivos da temporada anterior, o rescaldo da festa deixa marcas profundas. Vera e Garay são forçados a unir-se contra um inimigo poderoso, enquanto Renata assume um papel decisivo nos novos jogos de poder. O destino de Viana é incerto, Rui revela finalmente a sua identidade, Sofia recebe uma lição de vida e Sara vê-se obrigada a enfrentar os fantasmas do passado.

## Elenco

### Elenco principal
| Ator/Atriz            | Personagem         |
| --------------------- | ------------------ |
| Margarida Vila-Nova   | Vera Leão          |
| José Raposo           | Alberto Viana      |
| Carolina Carvalho     | Beatriz Garay Leão |
| Carolina Loureiro     | Sara               |
| Ana Cristina Oliveira | Martina Chernoff   |
| Ana Marta Ferreira    | Rita Oliveira      |
| Beatriz Godinho       | Renata Bravo       |
| Isabela Valadeiro     | Belinda            |
| Íris Runa             | Salomé             |
| Inês Custódio         | Sofia              |

### Elenco recorrente
| Ator/Atriz          | Personagem      |
| ------------------- | --------------- |
| Ricardo Pereira     | Roberto         |
| João Bettencourt    | Miguel Baltazar |
| Anabela Moreira     | Catarina Meira  |
| João Reis           | Salvador        |
| Rodrigo Tomás       | Rui             |
| Vicente Wallenstein | —               |
| Matamba Joaquim     | Simão           |
| Diogo Fernandes     | —               |

### Participação especial
| Ator/Atriz    | Personagem   |
| ------------- | ------------ |
| Vera Kolodzig | Maria Santos |

## Episódios
| # | ## | Título                               | Dirigido por      | Escrito por | Exibição original   |
| --- | -- | ------------------------------------ | ----------------- | ----------- | ------------------- |
| 42 | 1  | "As Louva-a-Deus São Perigosas"      | Patrícia Sequeira | João Matos  | 25 de abril de 2025 |
| O acidente de Roberto traz memórias trágicas a Sara e ela revela-se. Vera tem de tomar uma decisão radical que vai mudar tudo. Viana perde Maria.                        |    |                                      |                   |             |                     |
| 43 | 2  | "Baratas"                            | Patrícia Sequeira | João Matos  | 2 de maio de 2025   |
| Um homem do passado vem assombrar Sara e colocá-la no limite. A vida de Meira está nas mãos de Martina.                                                                  |    |                                      |                   |             |                     |
| 44 | 3  | "Os Grilos Dizem Sempre as Verdades" | Patrícia Sequeira | João Matos  | 9 de maio de 2025   |
| A lealdade de Viana ao Clube é posta à prova. A polícia descobre que Martina está viva. O negócio do gin está em causa. Há uma situação grave na Unicórnio.              |    |                                      |                   |             |                     |
| 45 | 4  | "A Breve Glória das Libelinhas"      | Patrícia Sequeira | João Matos  | 16 de maio de 2025  |
| Rita tem um problema grave e conhece um homem que poderá mudar a sua vida. Martina coloca Vera e Garay numa situação perigosa. Renata conhece Márcio.                    |    |                                      |                   |             |                     |
| 46 | 5  | "Para Que Servem as Moscas"          | Patrícia Sequeira | João Matos  | 23 de maio de 2025  |
| A Unicórnio parece perdida. Sara sente-se no limite e vai reagir à pressão. Roberto tenta enganar Garay e Vera. Sofia conhece o outro lado do sonho.                     |    |                                      |                   |             |                     |
| 47 | 6  | "Os Gafanhotos Trazem a Fome"        | Patrícia Sequeira | João Matos  | 30 de maio de 2025  |
| Garay e Vera travam a derradeira batalha com Martina. Sara passa o limite. Sofia é vingada. Salomé encontra uma solução para as suas dúvidas. Viana decide o seu futuro. |    |                                      |                   |             |                     |